# Coniopteryx brevicornis
Coniopteryx brevicornis är en insektsart som beskrevs av György Sziráki 1994. Coniopteryx brevicornis ingår i släktet Coniopteryx och familjen vaxsländor. Inga underarter finns listade i Catalogue of Life.